# Têwo
Têwo även skrivet Thewo (kinesiska: 迭部; pinyin: Diébù) är ett härad i den autonoma prefekturen Gannan för tibetaner i provinsen Gansu i nordvästra Kina.
Têwo är indelat i fem köpingar och sex socknar.
Köpingar (zhen):

- Dianga (电尕镇)
- Lazikou (腊子口镇)
- Luoda (洛大镇)
- Wangzang (旺藏镇)
- Yiwa (益哇镇)

Socknar (xiang):

- Axia (阿夏乡)
- Dala (达拉乡)
- Duo'er (多儿乡)
- Kaba (卡坝乡)
- Ni'ao (尼傲乡)
- Sangba (桑坝乡)